# 岩雪花
岩雪花（学名：Argostemma saxatile），为茜草科雪花属下的一个种。